# Говедарица, Деян
Де́ян Говеда́рица (серб. Дејан Говедарица/Dejan Govedarica; род. 2 октября 1969, Зренянин, САК Воеводина) — югославский футбольный полузащитник, игрок сборной Югославии; сербский тренер.

## Карьера игрока

### В клубах
Начинал карьеру в «Пролетере» из родного Зренянина, с которым в первом же сезоне вышел в Первую лигу. Дважды заняв пятое место в чемпионате, Деян перешёл в «Войводину», с которой трижды становился третьим. По ходу сезона 1995/96 Говедарица перешёл в нидерландский «Волендам», где дважды едва избежал вылета из Эредивизи, а в самом начале сезона 1997/98 сменил впоследствии вылетевший клуб на итальянский «Лечче». Однако и «волки» закончили тот сезон провально, вылетев из Серии A. Сам Деян был там игроком замены.
В сезоне 1998/99 Говедарица вернулся в Эредивизи, где присоединился к подвальному «Валвейку», избежавшему вылета в переходных матчах. Тем не менее, в следующем сезоне команда квалифицировалась в Кубок Интертото, где выбыла в третьем раунде, повторив это достижение и через год. С сезона 2002/03 Деян выступал за другого середняка чемпионата — НЕК, с которым он добился выступления в первом раунде Кубка УЕФА 2003/04. В последнем для себя сезоне 2004/05 Деян вернулся в «Войводину», с которой стал восьмым в чемпионате Сербии и Черногории. В том сезоне команда испытывала финансовые трудности, и, чтобы спасти игроков от голода, Говедарица организовал для них завтраки и обеды в своей булочной в кредит, а также, среди прочего, принёс в клубный ресторан стокилограммового поросёнка.

### В сборной
В составе сборной Югославии дебютировал 24 декабря 1994 года в товарищеском матче с действующими чемпионами мира — бразильцами, которые взяли верх (2:0). 28 декабря 1996 года забил свой первый гол за сборную, в результате чего в товарищеской встрече была переиграна Аргентина (3:2).
В составе своей сборной Деян выходил на замену в матче группового этапа чемпионата мира 1998 года против Германии (2:2), а сама команда дошла до 1/8 финала. На Евро 2000 Говедарица сыграл 3 матча: с Норвегией (1:0), Испанией (3:4), где отметился забитым голом, и в разгромном четвертьфинале против Нидерландов, где отметился автоголом.

## Карьера тренера
Говедарица входил в тренерский штаб молодёжной сборной Сербии под руководством Мирослава Джукича, которая дошла до финала молодёжного чемпионата Европы 2007 года.

## Достижения
Югославия
- Участник чемпионат мира: 1998
- Участник чемпионат Европы: 2000

«Пролетер»
- Серебряный призёр Вторая лига СФРЮ: 1989/90 (выход в первую лигу)

«Войводина»
- Бронзовый призёр чемпионат Югославии (3): 1992/93, 1993/94, 1994/95